# Фракція викиду
Фракція викиду — це показник, що визначає ступінь ефективності роботи серцевого м'яза під час удару. Виражається вона у вигляді відсотків від обсягу крові, яка при скороченні потрапляє в судини з шлуночка.Таким чином, фракція викиду (ФВ) може використовуватися для вимірювання рідини будь-якої в’язкості, що викидається з порожнистого органу в іншу порожнину або за межі тіла. За допомогою цієї математичної платформи, зазвичай вивчають кров, жовч і сечу. Наприклад, це може стосуватися передсердя серця, шлуночка, жовчного міхура або вен ніг, хоча якщо не вказано інше, це зазвичай стосується лівого шлуночка серця. ФВ широко використовується як показник ефективності перекачування серця і застосовується для класифікації типів серцевої недостатності. Він також служить як показник тяжкості серцевої недостатності, хоча і має певні обмеження.
ФВ лівого серця, відома як фракція викиду лівого шлуночка (ФВЛШ), розраховується шляхом ділення об’єму крові, що викачується з лівого шлуночка за удар (ударний об’єм), на об’єм крові, зібраної в лівому шлуночку наприкінці діастолічного наповнення (кінцевий діастолічний об’єм). ФВЛШ є показником ефективності закачування в системний кровообіг. ФВ правого серця, або фракція викиду правого шлуночка (ФВПШ), є мірою ефективності перекачування в легеневе коло кровообігу. Серце, яке не може перекачувати достатню кількість крові для задоволення потреб організму (наприклад у разі серцевої недостатності), часто, але не завжди, має знижену фракцію викиду шлуночків.

## Вимірювання
Історично золотим стандартом вимірювання фракції викиду була вентрикулографія, але МРТ серця зараз (2020-і) вважається найкращим методом. До цих більш просунутих способів для точної оцінки фракції викиду використовувалося поєднання електрокардіографії та фонокардіографії.

## Фізіологія
Нормальні значення
У здорової людини вагою 70 кілограмів (150 фунтів) ударний об’єм становить приблизно 70 мл, а кінцевий діастолічний об’єм лівого шлуночка приблизно 120 мл, що дає оцінку фракції викиду 70⁄120 або 0,58 (58 %). У здорових людей фракція викиду зазвичай, становить від 50% до 65%, хоча нижні межі норми важко встановити з упевненістю.

## Клінічне значення
Знижена фракція викиду використовується як об’єктивний показник на додаток до клінічних симптомів для діагностики серцевої недостатності. У безсимптомних пацієнтів, ФВ <35–40% означає наявність дисфункції лівого шлуночка (NYHA I) і, таким чином, необхідність медикаментозної терапії серцевої недостатності інгібітором АПФ.
За одночасного розширення камер серця (дилатації) і порушенні поширення збудження (QRS> 120 мс) або після інфаркту міокарда, показана імплантація системи ЕПТ (кардіовертер) з функцією дефібрилятора у разі ФВ <35%.

Знижена фракція викиду разом з іншими вимірами, такими як клінічні симптоми та лабораторні маркери, є показником поганого прогнозу серцевої недостатності.